# Kinjite, sujets tabous
Pour plus de détails, voir Fiche technique et Distribution.
Kinjite, sujets tabous (titre original : Kinjite: Forbidden Subjects) est un film policier américain  réalisé par J. Lee Thompson, sorti en 1989.
Il s'agit du dernier film du réalisateur, connu pour avoir notamment réalisé Les Canons de Navarone en 1961 et le thriller Les Nerfs à vif en 1962.

## Synopsis
Un Japonais vient aux États-Unis pour son métier, avec sa famille ; il croit pouvoir réaliser certaines expériences qui pourraient être tolérées au Japon, mais se trouve lui-même l'objet d'un réseau pédophile américain quand on enlève sa fillette. Tout en collaborant avec la police, il va être reconnu par celle qu'il a agressée car il s'agit de la fille de l'inspecteur Crowe (Charles Bronson).

## Fiche technique
- Réalisation : J. Lee Thompson
- Scénario : Harold Nebenzal
- Production : Yoram Globus, Menahem Golan, Pancho Kohner, Patricia G. Payró pour Cannon Entertainment, Cannon Group et Golan-Globus Productions
- Musique : Greg De Belles
- Photographie : Gideon Porath
- Durée : 97 min
- Pays de production :  États-Unis
- Langue : anglais
- Couleur : TVC
- Son : stéréo
- Classification : France : -12 / USA : R / Canada : 13+ (Québec) - R
- Dates de sortie : 
  - États-Unis : 3 février 1989
  - France : 26 avril 1989

## Distribution
- Charles Bronson (VF : Edmond Bernard) : Le lieutenant Crowe
- Perry Lopez (VF : Vincent Grass) : L'inspecteur Eddie Rios
- Juan Fernández (en) (VF : Michel Mella) : Duke
- James Pax (VF : Arnaud Arbessier) : Hiroshi Hada
- Peggy Lipton (VF : Francine Lainé) : Kathleen Crowe
- Sy Richardson (VF : Raymond Aquilon) : Lavonne
- Bill McKinney (VF : Michel Paulin) : Le père Burke
- Gerald Castillo (VF : Igor de Savitch) : Le capitaine Tovar
- Marion Kodama Yue (VF : Albert Augier) : Kazuko Hada
- Amy Hathaway (VF : Hélène Chanson) : Rita Crowe
- Kumiko Hayakawa (VF : Aurélia Bruno) : Fumiko Hada
- Nicole Eggert (VF : Laurence Crouzet) : DeeDee
- Michael Chong (VF : Daniel Gall) : L'inspecteur Lim
- Michelle Wong (VF : Céline Monsarrat) : Setsuko Hada
- Alex Hyde-White (VF : Yves-Marie Maurin) : L'instructeur en anglais
- Danny Trejo : Un prisonnier (caméo)